# Мэтьюз, Конни
Констанс Эвадин Мэтьюз (англ. Constance Evadine Matthews; 3 августа 1943—1993), более известная как Конни Мэтьюз — деятельница Партии Чёрных пантер в 1968—1971 годах. Проживая в Дании, она помогала координировать деятельность «Чёрных пантер» с левыми политическими группами в Европе.

## Биография
Мэтьюз родилась 3 августа 1943 года в округе Сент-Энн на Ямайке. Училась в Лондоне и Вене, получив степень магистра психологии. Мэтьюз работала в Международном совете по народной музыке в Копенгагене (Дания) с 1967 по 1969 год. С 1968 года была связана с «Чёрными пантерами».

## Чёрные пантеры
В мае 1969 года Мэтьюз была официально назначена «Пантерами» своим «международным координатором» и была «уполномочена проводить мобилизацию для проведения демонстраций поддержки, сбора средств и информирования народов Скандинавии о революционной борьбе чернокожей бедноты и угнетённых народов с авангардной позиции „Пантер“». В начале 1969 года Мэтьюз организовала турне лидеров партии «Чёрные пантеры» Бобби Сила и Рэймонда Хьюитта по Северной Европе с целью наладить связи с местным левыми политическими группами и собрать средства для кампании за освобождение Хьюи Ньютона из тюрьмы. Европейский визит Сила и Хьюитта был признан успешным, и Мэтьюз получила за свою работу похвалу от центрального комитета «Пантер», что побудило её принять более активное участие в жизни партии:313.
Мэтьюз продолжала создавать базу поддержки «Пантер» в Европе. Среди прочего, она убедила французского интеллектуала Жана Жене отправиться в Соединенные Штаты с длительной поездкой в поддержку заключённого Хьюи Ньютона.
В феврале 1970 года Мэтьюз отправилась в турне по Соединённому Королевству, целью которого было укрепить связи между партией «Черные пантеры» и набиравшим силу в Великобритании движением «Black Power». Мэтьюз была родом с Ямайки, страны Британского Содружества, училась в Лондоне и могла говорить с британским акцентом (однако во время поездки выступала в стиле, больше соответствующем манере речи американских «Чёрных пантер»). Выступая перед британскими «Черными пантерами», она критиковала присуствующие у них тенденции, предлагая им сотрудничать с не-чёрными социалистами и либералами, а не разделяться на «шестнадцать организаций, отказывающимися работать с белыми». Статья Дерека Хамфри в The Sunday Times о её визите вышла под заголовком «Сестра Конни Мэтьюз ругает британских „Черных пантер“».

## США и Алжир
Мэтьюз также начала совершать визиты в Соединённые Штаты и писать статьи для The Black Panther, печатного органа партии. Весной 1970 года она оказалась в центре скандала в связи с судебным процессом «Чикагской восьмёрки» (Бобби Сила и будущей «Чикагской семёрки»). Еврейское телеграфное агентство обвинило Мэтьюз в том, что она назвала судью «сионистом». Хьюи Ньютон напрямую отреагировал на спор, попросив еврейские издания, такие как журнал Jewish Currents, перепечатать заявление, сделанное им в сентябре 1969 года в газете Black Panther, где он прямо заявил, что официальная политика партии не является антисемитской, а комментарии Мэтьюз называл «сделанными в гневе» (из-за того, как проходил судебный процесс).
В конечном итоге Мэтьюз поднялась по партийной лестнице, став личным секретарем лидера партии Хьюи Ньютона. Писатель Т. Дж. Инглиш утверждает, что тот состоял с Конни в отношениях, но чтобы защитить её от депортации из США, приказал члену «Чёрных пантер» Майклу Табору жениться на ней, что в итоге обернулось против Ньютона, поскольку фиктивный брак между Табором и Мэтьюз перерос в настоящую любовь.
В 1969 году Табору и 12 другим членам «Чёрных пантер» были предъявлены обвинения в предполагаемом заговоре с целью убийства полицейских и установки бомб в коммерческих и общественных зданиях Нью-Йорка. Это дело впоследствии стало известно как «Процесс Пантеры 21». В феврале 1971 года Табор и его товарищ Ричард Мур не явились в суд и впоследствии лишились залога в размере 150 000 долларов. Ньютон в ярости объявил Табора и Мура «врагами народа». Мэтьюз также была обвинена в бегстве из партии и увозе с собой ценных активов. Мур, Табор и Мэтьюз всплыли месяц спустя в Алжире:361, куда ранее бежали лидеры «Чёрных пантер» Элдридж и Кэтлин Кливер. Они присоединились к более широкой фракции «Черных пантер» вокруг руководства Кливеров, все из которой покинули США, чтобы не подвергаться судебному преследованию (Дональд Л. Кокс и его жена Барбара Изли Кокс, Пит О’Нил и его жена Шарлотта Хилл О’Нил, Секу Одинга и т. д.).
Со временем эта фракция, которую окрестили «Международной секцией партии „Чёрные пантеры“», стала считаться враждующей с основной ветвью «Чёрных пантер» в Америке, которая оставалась под руководством Хьюи Ньютона и Дэвида Хиллиарда. Внутреннюю напряженность между группами намеренно усиливало ФБР, обрушившее на них всю мощь своего проекта COINTELPRO.
В конечном итоге пути всех пантер, базировавшихся в Алжире, разошлись, и в 1972 году Табор и Мэтьюз иммигрировали в Замбию. В конце концов Мэтьюз вернулась на родину на Ямайку, где умерла от рака в 1993 году.